# Liczba Rayleigha
Liczba Rayleigha – jedna z liczb podobieństwa stosowanych w mechanice płynów, związana z przenoszeniem ciepła w płynach. Nazwana na cześć lorda Rayleigha.
Jeżeli liczba Rayleigha znajduje się poniżej krytycznej wartości dla danego płynu, przypływ ciepła odbywa się przez przewodzenie, gdy wartość ta znajduje się powyżej krytycznej wartości, przepływ ciepła odbywa się głównie w wyniku konwekcji. Liczba Rayleigha jest iloczynem liczby Grashofa, opisującej zależność pomiędzy siłą wyporu a siłami bezwładności w płynach, oraz liczby Prandtla, opisującej relacje pomiędzy lepkością płynów a ich temperaturą.
Dla konwekcji naturalnej w pobliżu ściany pionowej wartość tej liczby wynosi:
{\displaystyle Ra_{x,c}=Gr_{x,c}Pr={\frac {g\beta }{\nu \alpha }}(T_{s}-T_{\infty })x^{3},}
gdzie:
{\displaystyle Ra} – Liczba Rayleigha,
{\displaystyle Gr} – Liczba Grashofa,
{\displaystyle Pr} – Liczba Prandtla,
{\displaystyle g} – przyspieszenie ziemskie,
{\displaystyle T_{s}} – temperatura powierzchni,
{\displaystyle T_{\infty }} – temperatura równowagi styku powierzchni z płynem,
{\displaystyle \nu } – lepkość kinematyczna,
{\displaystyle \alpha } – termodyfuzja,
{\displaystyle \beta } – współczynnik objętościowej rozszerzalności cieplnej,
{\displaystyle x} – wymiar charakterystyczny.